# Alacantí (planta)
L'alacantí (Rhamnus oleoides) és una espècie de planta amb flors del gènere Rhamnus dins la família de les ramnàcies (Rhamnaceae).
Addicionalment pot rebre els noms d'alacantins, arç negre, arçot, arçot oleoide, espinalera, mal hivern i espí negre. També s'han recollit les variants lingüístiques alicantins i alicatins.
És un arbust amb moltes branques grisenques i espines. Fulles alternes de contorn lanceolat. Flors molt petites i de color groc. Fruit en baia de color groc i roig quan maduren.

## Taxonomia

### Subespècies
Dins d'aquesta espècie es reconeixen les subespècies següents :
- Rhamnus oleoides subsp. assoana Rivas Mart. & J.M.Pizarro
- Rhamnus oleoides subsp. bourgaeana (Gand.) Rivas Mart. & J.M.Pizarro
- Rhamnus oleoides subsp. oleoides
- Rhamnus oleoides subsp. rivasgodayana Rivas Mart. & J.M.Pizarro

### Sinònims
Els següents noms científics són sinònims de Rhamnus infectoria:
- Sinònims homotípics

- Rhamnus lycioides subsp. oleoides (L.) Jahand. & Maire
- Rhamnus lycioides proles oleoides (L.) Samp.
- Rhamnus lycioides var. oleoides (L.) Pau